# Kisbárapáti
Kisbárapáti là một thị trấn thuộc hạt Somogy, Hungary. Thị trấn này có diện tích 28,71 km², dân số năm 2010 là 438 người, mật độ 15 người/km².